# Ветропарк Малибунар
Ветропарк Малибунар је ветропарк у Србији. Налази се у близини места Алибунар на територији општине Алибунар у јужном Банату. Пуштен је у рад у октобру 2017. године. Састоји се од 4 турбине, укупног капацитета 8 мегавата, што омогућава снабдевање електричном енергијом око 7.200 домаћинстава.